# Anne-Marie Dias Borges
Anne-Marie Dias Borges (née le 18 décembre 1976 à Riom) est une journaliste franco-cap-verdienne et présentatrice de radio et de télévision. Elle travaille actuellement en tant que senior journaliste et présentatrice pour BBC Business TV, poste qu'elle occupe depuis 2016.

## Biographie

### Enfance et éducation
Anne-Marie Dias Borges est née à Riom (France) le 18 décembre 1976, fille de parents cap-verdiens de l'île de Santiago. Elle a passé son enfance entre les Alpes françaises et Nice où elle a fréquenté le lycée d'État Estienne d'Orves, sur la Côte d'Azur.
En 1997, elle s'installe à Londres et obtient en 2000 un baccalauréat d’arts en études africaines à l'université de Londres, combiné avec des études de développement, le portugais et le japonais à School of Oriental and African Studies (SOAS),. 

### Carrière
Anne-Marie a commencé sa carrière en 2002 à la radio BBC Afrique. Reconnue pour sa personnalité dynamique au cours de ses neuf ans au sein de ce réseau, elle a été élue « présentatrice la plus populaire » à de nombreuses reprises.
En 2015, elle a rejoint Africa 24, considéré comme le CNN africain, à Paris, où elle a travaillé comme directrice de l'information et présentatrice de télévision. Elle animait notamment un débat politique télévisé hebdomadairement intitulé Polititia, une émission regardée par des millions de téléspectateurs.
Anne-Marie Dias Borges retourne à la BBC en 2016 et codirige l'équipe de BBC Business French TV à Londres, qui produit deux émissions : Questions d'Argent et Cash Éco (suspendue en raison du Covid-19),,.

### Autres
Anne-Marie Dias Borges a animé de nombreuses conférences internationales au cours des dernières années, elle a voyagé dans le monde entier pour présenter des événements et gérer des campagnes. Parlant couramment le français, l'anglais, l'espagnol, le portugais et le créole portugais, elle cumule des centaines d'heures de présentations télévisées, radiophoniques et de conférences en direct et préenregistrées, ainsi que des entretiens avec des personnalités internationales, des politiciens et des artistes, notamment Ngozi Okonjo-Iweala, première femme et première Africaine à être choisie comme directrice générale de l'Organisation mondiale du commerce (OMC), Wamkele Keabetswe Mene, secrétaire générals de la Zone de libre-échange continentale africaine, Jean-Pierre Bemba, l'ancien vice-président de la République démocratique du Congo et artiste et activiste sénégalais, Youssou N'Dour,.
En 2010 et 2011, Anne-Marie a organisé avec succès deux campagnes anti-drogue au Cap-Vert, en partenariat avec le gouvernement et les Nations unies. L'un des temps forts de la dernière campagne a été la sortie d'une chanson populaire Ka bo usa (Ne consommer pas), qu'elle a co-écrite avec l'artiste capverdien Johnny Ramos,.
En avril 2021, elle a animé l'événement High-Level Virtual Dialogue on Feeding Africa, un dialogue organisé par la Banque africaine de développement sous le thème Leadership pour intensifier les innovations réussies et qui a réuni dix-sept chefs d’État, plusieurs gouverneurs et institutions multilatérales,.
Anne-Marie Dias Borges réside en Angleterre, au Royaume-Uni.

## Prix et reconnaissance
- 2020 : 100 femmes africaines les plus influentes en Afrique (Avance Media)[14],[15]
- 2020 : 500 Africadoers (Tropics Magazine)
- 2021 : Top 20 Inspirational Women of the African Diaspora Professional Women in Europe (ADIPWE), sixième[16].

## Événements notables
| Année | Conférence                                                                                   | Position               | Région/pays                            | Notes  |
| ----- | -------------------------------------------------------------------------------------------- | ---------------------- | -------------------------------------- | ------ |
| 2015  | Rebranding Africa Forum                                                                      | Maîtresse de cérémonie | Bruxelles, Belgique                    |        |
| 2015  | Francophonie Economic Forum                                                                  | Modératrice            | Paris, France                          |        |
| 2016  | African Business Lawyer's Club Conference                                                    | Modératrice            | Paris, France                          |        |
| 2016  | Rebranding Africa Forum                                                                      | Maîtresse de cérémonie | Bruxelles, Belgique                    |        |
| 2017  | Afrobytes Conference                                                                         | Modératrice            | Paris, France                          |        |
| 2017  | Portuguese Africa, African Conference                                                        | Invitée                | Université de Cambridge                |        |
| 2017  | Believe in Africa Conference                                                                 | Modératrice            | Marrakech, Maroc                       |        |
| 2017  | Africa Time for a New Deal Conference                                                        | Maîtresse de cérémonie | Paris, France                          |        |
| 2017  | International Construction Industry Summit                                                   | Modératrice            | Dakar, Sénégal                         |        |
| 2017  | West African Economic and Monetary Conference                                                | Maîtresse de cérémonie | Lomé, Togo                             |        |
| 2019  | The Women Entrepreneurs Finance Initiative Summit                                            | Maîtresse de cérémonie | Abidjan, Côte d'Ivoire                 |        |
| 2019  | Women in Business – Africa CEO Forum                                                         | Maîtresse de cérémonie | Paris, France                          |        |
| 2019  | 2019 Development Finance Forum                                                               | Maîtresse de cérémonie | Abidjan, Côte d'Ivoire                 |        |
| 2019  | Annual Meetings of the World Bank                                                            | Modératrice            | New York, États-Unis                   |        |
| 2020  | Africa Day                                                                                   | Maîtresse de cérémonie | Dakar, Sénégal                         |        |
| 2020  | World Bank’s J-CAP 2020                                                                      | Maîtresse de cérémonie | Abidjan, Côte d'Ivoire                 |        |
| 2020  | The WAN (Worldwide Afro Network) Show                                                        | Animatrice             |                                        |        |
| 2020  | 6 webinars by the Africa CEO Forum                                                           | Maîtresse de cérémonie |                                        |        |
| 2020  | The Quarantine Chronicles with Tim Reid                                                      | Invitée                |                                        |        |
| 2020  | Raw Real Talks with Mariama Camara                                                           | Invitée                |                                        |        |
| 2020  | Launch of "The Pulse" by the World Bank                                                      | Animatrice             |                                        | [ 9 ]  |
| 2020  | Africa50 Innovation Challenge                                                                | Panéliste              |                                        |        |
| 2020  | Gender Equality by African Innovation Week                                                   | Panéliste              |                                        | [ 17 ] |
| 2020  | African Insurance Awards 2020                                                                | Animatrice             |                                        | [ 18 ] |
| 2021  | World Bank's Spring Meetings, Covid-19                                                       | Animatrice             |                                        | [ 19 ] |
| 2021  | EU-Africa Green Talks                                                                        | Animatrice             |                                        | [ 20 ] |
| 2021  | High-Level Virtual Dialogue on Feeding Africa: Leadership to scale up successful innovations | Animatrice             |                                        | ,      |
| 2022  | Forum International de Dakar                                                                 | Animatrice             | Dakar, Sénégal                         | [ 22 ] |
| 2022  | Maroc Today Forum                                                                            | Animatrice             | Maroc                                  | [ 23 ] |
| 2023  | Invest in Cameroon                                                                           | Animatrice             | Organisé par Jeune Afrique au Cameroun | [ 24 ] |